# Tiger Bay
Pour plus de détails, voir Fiche technique et Distribution.
Tiger Bay est un film britannique réalisé par James Elder Wills, sorti en 1934.

## Fiche technique
- Titre : Tiger Bay
- Réalisation : James Elder Wills
- Scénario : James Elder Wills et John Quin
- Musique : Eric Ansell
- Pays d'origine : Royaume-Uni
- Format : Noir et blanc - 1,37:1
- Genre : drame
- Date de sortie : 1934

## Distribution
- Anna May Wong : Lui Chang
- Henry Victor : Olaf
- Lawrence Grossmith (en) : Whistling Rufus
- Margaret Yarde (en) : Fay
- Rene Ray (en) : Letty
- Victor Garland : Michael
- Ernest Jay : Alf